# Teoria moderna do portfólio

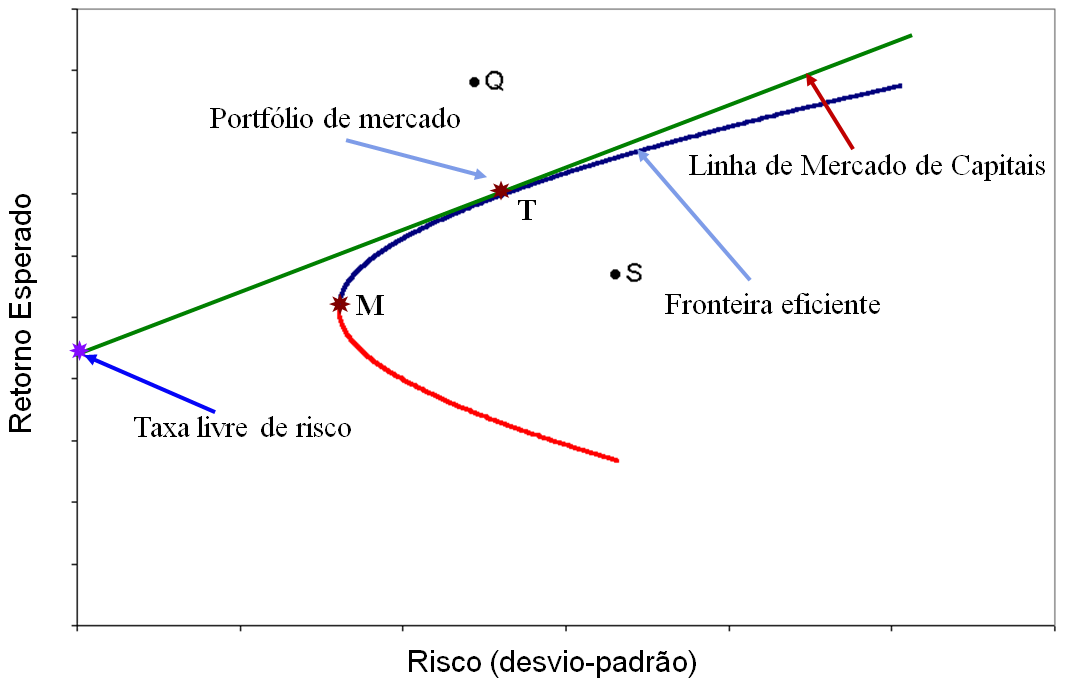
Fronteira eficiente e Linha de mercado de capitais.

A teoria moderna do portfólio, ou simplesmente teoria do portfólio, explica como investidores racionais irão usar o princípio da diversificação para otimizar as suas carteiras de investimentos, e como um ativo arriscado deve ser precificado. O desenvolvimento de modelos de otimização de portfólio tem origem na área econômico-financeira.
O trabalho pioneiro na área de otimização de portfólio foi à proposição do modelo média-variância por Markowitz (1952).. A teoria do portfólio estabelece que decisões relacionadas à seleção de investimentos devam ser tomadas com base na relação risco-retorno. Para auxiliar neste processo, modelos de otimização de portfólio têm sido desenvolvidos. De modo a serem efetivos, tais modelos devem ser capazes de quantificar os níveis de risco e retorno dos investimentos.

## História
O estudante de Markowitz, William Sharpe, junto com John Lintner e Jack Treynor, desenvolveram o que foi conhecido como o Modelo de Avaliação de Ativos Financeiros - Capital Asset Pricing Model, no qual a determinante chave da taxa esperada de retorno de uma ação é o coeficiente {\displaystyle \beta } (beta) da ação, definido pela covariância de seu preço com o nível global do mercado. O pressuposto fundamental foi o da diversificação: o risco idiossincrático (específico) de uma ação particular poderia ser diversificado, mas não o risco genérico de flutuações globais do mercado (sistêmico). Os investidores racionais requererem então lucros esperados mais altos para manter ações com um {\displaystyle \beta } alto, em contraposição a ações de {\displaystyle \beta }   baixo. O aparecimento da moderna teoria de finanças fez parte de uma revolução que teve um impacto fundamental sobre a velha área de finanças, largamente pré-teórica, e frequentemente baseada em um mundo de relações explícitas.
Então, os conceitos básicos da teoria do portfólio são: retorno esperado, risco, diversificação, fronteira eficiente, os coeficientes alfa e beta, a linha de mercado de capitais, a linha de mercado de títulos e o modelo de precificação de ativos financeiros.
A teoria do portfólio considera a rentabilidade do ativo como uma variável aleatória, e uma carteira como uma combinação ponderada de ativos, de modo que o retorno de uma carteira é a combinação ponderada dos retorno dos ativos. Além disso, o retorno da carteira é uma variável aleatória e, consequentemente, tem um valor esperado e uma variância. O risco, neste modelo, é o desvio-padrão do retorno.

## Risco e retorno
O modelo assume que os investidores são avessos ao risco, o que significa que dados dois ativos que oferecem o mesmo retorno esperado, os investidores preferem o de menor risco. Assim, um investidor aumentará o risco apenas se é compensado pelo aumento do rendimento esperado. Inversamente, um investidor que deseja obter rentabilidades superiores deve aceitar mais risco. A medida exata desse trade-off será diferente para cada investidor com base nas características individuais a aversão pelo risco. Como consequência um investidor racional não irá investir em uma carteira, se existe uma segunda alternativa com uma relação risco-retorno mais favorável - ou seja, para um mesmo nível de risco existe uma carteira alternativa que tem melhor rendimento esperado.
Resumindo, os investidores sabem que um dos princípios a ter em conta quando fazem um investimento, é o tipo de risco que lhe está associado, e o retorno que podem vir a ter com esse investimento. 
O risco poderá ser maior ou menor, e resultar em ganho ou perda. Quanto maior for o risco do investimento, maior deverá ser o seu retorno. Não existem garantias absolutas que um investimento de risco possa corresponder às expectativas do investidor, o lucro poderá ser bastante inferior ao que seria esperado. O risco é efetivamente uma incerteza e ao prolongar-se no tempo mais incerto se torna.. Se o investimento for aplicado em ações, o risco está diretamente ligado a situações imprevisíveis tais como a especulação, flutuações de mercado, factores politicos, factores econômicos. Como forma de prevenção, os investimentos devem ser diversificados, investir em vários tipos de ativos vai permitir diferentes tipos de retorno e diminuir o risco, desta forma o investimento estará mais protegido e a segurança será maior.

## Média e variância
Assume-se ainda que a preferência de risco / retorno do investidor pode ser descrita através de uma função de utilidade quadrática. O efeito deste pressuposto é que apenas o retorno esperado e a volatilidade (isto é, o retorno médio e o desvio padrão) importam para o investidor. O investidor é indiferente a outras características da distribuição do retorno, tais como a sua assimetria  ou curtose.
A teoria utiliza um parâmetro, a volatilidade, como uma proxy de risco, enquanto a rentabilidade é uma expectativa sobre o futuro. Isto está em sintonia com a hipótese de eficiência de mercado e a maior parte estudos clássicos das finanças modernas, como o modelo de Black e Scholes para precificação de opções europeias (modelo de martingais: em suma significa que a melhor previsão para amanhã é o preço de hoje). As recentes inovações em teoria do portfólio , especialmente na chamada de Teoria do Portfólio Pós-Moderna, tem exposto diversas falhas na consideração da variância como proxy do risco do investidor:
- A teoria utiliza um parâmetro histórico, a volatilidade, como uma proxy de risco, enquanto a rentabilidade é uma expectativa sobre o futuro. (Note-se porém que este está em consonância com a Hipótese da Eficiência e da maioria dos achados clássicos em finanças, tais como Black e Scholes, que usam o modelo de martingais, ou seja, o pressuposto de que a melhor previsão para amanhã é o preço de hoje) .
- A afirmação de que "o investidor é indiferente a outras características" não parece ser verdade dado que a assimetria do risco parece ser precificada pelo mercado [citação necessária].

De acordo com o modelo:
- O retorno da carteira é a combinação ponderada da proporção de retorno dos ativos que a constituem.
- A volatilidade da carteira é uma função da correlação ρ dos ativos componentes. A alteração na volatilidade é não-linear com a mudanças na ponderação dos ativos componentes.

Estes modelos são utilizados para auxiliar na determinação da carteira de ativos financeiros que apresente a melhor relação risco versus retorno sob o ponto de vista de um investidor. A principal motivação para o desenvolvimento destes modelos se relaciona à redução do risco a que o investidor está exposto, através da diversificação ou balanceamento da carteira. A diversificação é uma forma poderosa de redução do risco, pois os retornos oferecidos por diferentes ativos não se movem em conjunto.
Farias (2003, p. 28) também explica que a teoria do portfólio procura mostrar como se dão as decisões de investimentos dos agentes em uma situação envolvendo risco. Assim, de acordo com essa teoria são estimados retornos esperados, aos quais são atribuídas probabilidades de ocorrência, de forma a construir uma função de frequência destes. Considera-se a medida de tendência central dessa função de frequência como apropriada para representar o retorno do ativo.
Tal proposição parte do princípio que, para o investidor, o retorno esperado e a volatilidade dos prováveis retornos são aspectos cruciais na definição do portfólio ótimo. O problema é formulado de modo a se minimizar o risco do portfólio para um dado nível de retorno requerido pelo investidor, e, ou maximizar o nível de retorno esperado do portfólio associado a um dado nível de risco.
Com vista à modelização do padrão de comportamento dos retornos é frequente recorrer à distribuição normal em que existe maior probabilidade de obtenção de retornos na zona central da distribuição (isto é, próximos de zero) e em que a probabilidade de obtenção de valores extremos (muito altos ou muito baixos) é reduzida (o que se designa por “caudas finas”). Com efeito a distribuição é normal e tem um comportamento em forma de sino (o que significa que é simétrica), conseguindo  assim  reproduzir  o  comportamento  acima  descrito,  ou  seja, {\displaystyle R\sim N\left(\mu ,\sigma ^{2}\right)}, onde {\displaystyle R} designa o retorno de um activo, {\displaystyle \mu } o retorno médio e {\displaystyle \sigma } o desvio padrão (sobre a distribuição normal, ver distribuição normal).
O desvio padrão dos retornos só deve ser usado como medida de risco quando a distribuição dos mesmos é simétrica (como é o caso da normal).
Quando o desvio padrão é mais baixo, os retornos concentram-se mais em torno da média, o que representa um risco menor, enquanto um desvio padrão mais elevado significa que a distribuição dos retornos é mais difusa, representando um maior risco.
Como exemplo suponha-se que o retorno mensal de um ativo é normal de média 1,5% e um desvio padrão de 3%. Qual é a probabilidade de obter um retorno negativo num qualquer mês?
Designando o retorno  mensal do referido ativo por {\displaystyle R} tem-se {\displaystyle R\sim N\left(1,5;3^{2}\right)}. Assim, quer-se {\displaystyle P\left(R<0\right)=0,3085} o que é muito fácil de obter a partir da tabela da distribuição normal publicada ou do Excel, onde usaríamos a função DIST.NORM(0;1,5;3;1).
No entanto, a suposição de normalidade dos retornos nem sempre é válida e existem desvios da normalidade que invalidam o recurso ao desvio padrão como medida adequada de risco. Um dos desvios possíveis consiste na existência de valores extremos (positivos ou negativos) com uma probabilidade considerável, o que a distribuição normal não consegue acomodar porque, conforme referido acima, tem “caudas finas”. Quando as caudas de uma distribuição são “espessas”, a massa de probabilidade nelas concentrada é superior ao que é dado pela distribuição normal, existindo por isso menor massa de probabilidade no centro da distribuição. Apesar de a simetria continuar a ser válida, numa distribuição com caudas “espessas” o desvio padrão subestima a possibilidade de ocorrência de valores extremos, ou seja, de grandes perdas ou grandes ganhos (retornos fortemente negativos ou positivos respectivamente) – para medir a espessura das caudas (designada por curtose ou achatamento), utiliza-se habitualmente o coeficiente que pode ser visto em Curtose. Distribuições com caudas mais “espessas” do que a normal e que podem ser utilizadas para este efeito são a distribuição t de Student Distribuição t de Student, ou a distribuição generalizada de valores extremos Distribuição generalizada de valores extremos.
Outro desvio possível da normalidade é a assimetria. Quando a distribuição dos retornos é assimétrica positiva (cauda direita alongada), o desvio padrão sobre-estima o risco porque os desvios (em relação ao esperado) positivos extremos, não sendo uma fonte de grande preocupação para o investidor (porque a probabilidade da sua ocorrência é baixa), aumentam a variabilidade. De forma semelhante, quando a distribuição é assimétrica negativa (cauda esquerda alongada), o desvio padrão subestima o risco. Com efeito, quando a taxa de retorno composta em contínuo de um activo tem distribuição normal em qualquer instante, a taxa de retorno efetiva tem distribuição lognormal que é a distribuição de uma variável cujo logaritmo se encontra normalmente distribuído e que é assimétrica positiva Distribuição log-normal.
Suponhamos que a taxa de retorno composta em contínuo anual rcc segue distribuição normal com média geométrica de {\displaystyle \lambda } e desvio padrão {\displaystyle \sigma } (relembre-se que a média geométrica é a taxa anual composta que permite obter o valor final observado de um ativo ou de um portfolio). Em consequência, a média aritmética, que é o retorno esperado anual, será superior à média geométrica em metade da variância.  Logo, o retorno esperado da taxa composta em contínuo é {\displaystyle \mu =\lambda +\sigma ^{2}/2} e a taxa anual efetiva é
{\displaystyle E\left(r\right)=e^{\lambda +\sigma ^{2}/2}-1}. Em consequência, o valor final de um activo ou de um portfolio acumulado em N anos será {\displaystyle \left[1+E\left(r\right)\right]^{N}}. Também é possível calcular o valor final acumulado em termos da taxa composta em contínuo com uma média anual de {\displaystyle \mu } e desvio padrão de {\displaystyle \sigma }, ou seja, {\displaystyle \left[1+E\left(r\right)\right]^{N}=\left(e^{\lambda +\sigma ^{2}/2}\right)^{N}=e^{N\lambda +N\sigma ^{2}/2}}. Note-se que a média da taxa composta em contínuo {\displaystyle \left(N\mu \right)} e a variância {\displaystyle \left(N\sigma ^{2}\right)} são proporcionais ao horizonte do investimento, ou seja, {\displaystyle N}, o que significa que o desvio  padrão aumenta no tempo a uma taxa de {\displaystyle N^{1/2}}. Isto é a origem do que parece ser uma diminuição do risco de investimento no longo prazo – uma vez que o retorno esperado aumenta no tempo a uma taxa superior à do desvio padrão, o retorno esperado de um investimento a longo prazo com elevado risco torna-se ainda maior relativamente ao seu desvio padrão.